# Irma Klausner-Cronheim
Irma Klausner-Cronheim, geborene Klausner (geboren 26. Februar 1874 in Frankfurt am Main; gestorben 24. April 1959 in New York) war neben Rahel Straus und Else von der Leyen eine der drei ersten Frauen, die ab Mai 1900 an der Universität Halle und der Universität Heidelberg studierten. Sie wurde Ärztin und zeichnete sich in hohem Maße durch ihr gesellschaftspolitisches Engagement aus.

## Leben und Wirken

### Familie
Adele Irma Klausner stammte aus anerkannten jüdischen Familien. Ihr Urgroßvater und  Großvater väterlicherseits waren Rabbiner, ihr Vater Max Albert Klausner (1848–1910) war ein engagierter jüdischer Publizist, der unter anderem die Einführung des jüdischen Religionsunterrichts an preußischen Schulen mit initiierte. Ihre Mutter war Bertha geborene Nehab. Zwei Tanten väterlicherseits waren Schriftstellerinnen, ihre Schwester Gertrud Klausner wurde Studienrätin und preußische Landtagsabgeordnete, ihre Schwester Edith Klausner die erste Arbeitsrichterin in Deutschland.
Irma Klausner heiratete 1905 Walter Cronheim (–1912), der  Chemieprofessor in Berlin wurde. Ihre Söhne waren
- Georg Klausner (1906–2004), Chemiker in den USA
- Kurt Klausner (1910–1996), Arzt in den USA

### Schule und Studium
Irma Klausner besuchte eine Schule in Berlin vom Dezember 1880 bis zum Juli 1889  und anschließend die Gymnasialkurse von Helene Lange. 1896 legte sie ihr Abiturexamen am Königlichen Luisengymnasium ab und gehörte somit mit Else von der Leyen zu den ersten Absolventinnen der Gymnasialkurse für Frauen.

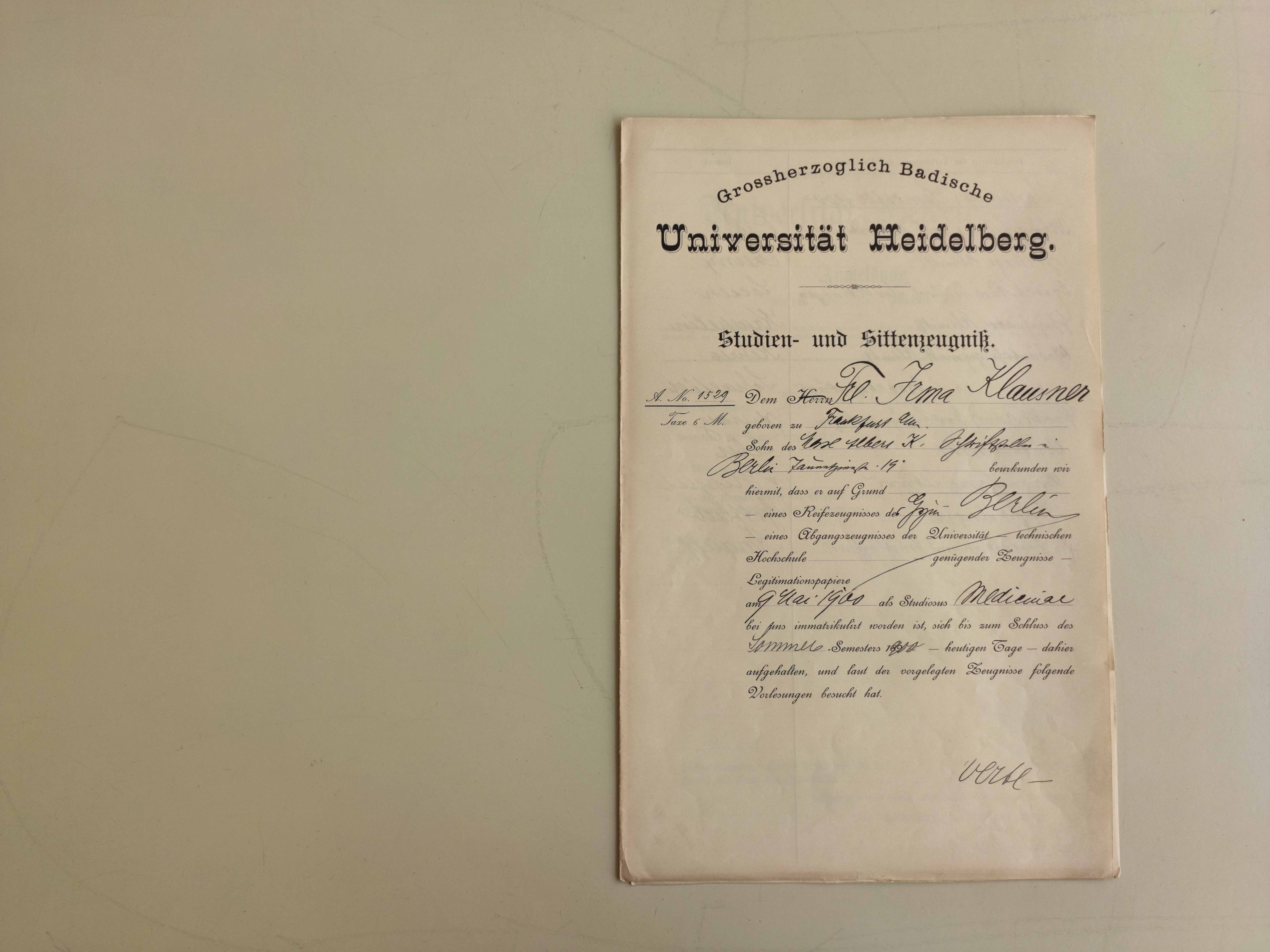
Zeugnis an der Universität Heidelberg

Danach studierte sie Medizin als  Hörerin an der Universität Halle, an der sie 1899 die ärztliche Vorprüfung ablegte. Am 9. Mai 1900 schrieb sie sich für ein Medizinstudium an der Universität Heidelberg ein und gehörte damit zu den ersten vier Studentinnen, die sich dort ordentlich  immatrikulierten. Nach einem Semester kehrte sie nach Halle zurück und legte dort 1901 die Staatsprüfung ab. Im Juli desselben Jahres 1901 wurde  sie mit der Dissertation Ein Beitrag zur Aetiologie der multiplen Sklerose magna cum laude promoviert.
Ihr Vater Max Albert Klausner hatte auf Grund seiner Beziehungen ein Gesetz im preußischen Landtag initiieren können, das es Frauen ermöglichte, medizinische Examen in Preußen abzulegen. Dieses wurde danach umgangssprachlich Lex Irma genannt.

### Ärztliche Tätigkeiten in Berlin
Danach arbeitete Irma Klausner  am Physiologischen Institut der Landwirtschaftlichen Hochschule Berlin. 1905 richtete sie sich außerdem eine Praxis in der elterlichen Wohnung in der Tauentzienstraße ein. Seit diesem Jahr war sie Mitglied des Berliner Vereins der freigewählten Kassenärzte, als eine der ersten beiden Frauen mit Else von der Leyen. Zudem war sie seit 1904 täglich ein bis zwei Stunden in der Poliklinik von Max Michaelis tätig, unterrichtete dort Medizinstudenten und kümmerte sich um Patienten.
Ebenfalls 1905 heiratete sie den Chemiker Walter Cronheim. Ihre Söhne Georg und Kurt wurden 1906 und 1910 geboren.
Ab 1908 sorgte Irma Klausner-Cronheim für die ärztliche Betreuung von Säuglingen in einem Kinderasyl in Halensee und beteiligte sich an der Ausbildung von Krankenschwestern. Sie arbeitete auch als Kassenärztin des „Kaufmännischen und Gewerblichen Hilfsvereins für weibliche Angestellte“.
1914 wurde sie auch 2. Vorsitzende des „Vereins Krankenhaus weiblicher Ärzte“.
In den frühen 1920er Jahren erreichte Irma Cronheim eine Änderung des Gesetzes über Nachnamen von Frauen im preußischen Landtag.
1927 bewarb sie sich für die Wahlen zur Berliner Ärztekammer und war dort Mitglied seit 1928. Sie setzte sich auch für eine schärfere Bekämpfung des Kurpfuschertums ein. Außerdem machte sie sich für Frauenrechte stark und engagierte sich in der Abtreibungsdebatte. So war sie 1931 eine der Organisatorinnen einer Kundgebung des Ausschusses Groß-Berliner Ärztinnen, in der diese sich gegen das Abtreibungsverbot nach § 218 StGB aussprachen.
Ab 1933 durfte Irma Irma Klausner-Cronheim nur noch jüdische Patienten behandeln. 1938 wurde ihr die Approbation in Deutschland entzogen.

### Emigration in die USA
Im November 1938 zog Irma Klausner-Cronheim mit ihren beiden Söhnen zunächst nach Stockholm und im April 1940 nach New York. 1943 übernahm sie die medizinische Betreuung für psychisch Kranke in einem Sanatorium auf Long Island. Später erhielt sie auch eine Zulassung als Ärztin trotz eines fehlenden Examens für die USA.
1957 trat Irma Klausner-Cronheim in den Ruhestand, zwei Jahre später verstarb sie in New York.

## Werke

### Autobiographie
- Dornenweg einer Medizinerin. In: Beilageblatt zur Vossischen Zeitung. Nr. 307, 25. Dezember 1929.

### Publikationen
- Ein Beitrag zur Aetiologie der multiplen Sklerose. Halle, Med. Diss. v. 9. Juli 1901 u. Archiv. f. Psychiatr. Nervenheilkunde. (1901), S. 841–868.
- Antrag zum Namensrecht der verheirateten Frau. In: Die Frau. 34 (1926/27), S. 506.
- Der Übergang der Real- in die Gymnasialkurse. Mschr. Dtsch. Ärztinnen. 4 (1928), S. 58–60.
- Stellungnahme gegen den § 218 StGB. In: Deutsches Ärzteblatt. 59 (1930), S. 303.
- Nierenschädigungen durch Vigantol. In: Deutsche Medizinische Wochenschrift. 1930 II, S. 1566–1567.
- Die Behandlung der Migräne mit Hypophysenvorderlappenhormon. In. Deutsche medizinische Wochenschrift. Nr. 34, 1931; zit. nach: Münchener Medizinische Wochenschrift. 78 (1931), S. 1627.
- Zu Agnes Bluhm’s 70. Geburtstag. in. Die Ärztin. 8 (1932), S. 31–33 (mit Schriftenverz. d. wiss. Arbeiten A. Bluhms).